# Carl Teodor Drougge
Carl Teodor Drougge, född 20 november 1819 i Malmö, död i november 1880 i Vänersborg, var en svensk dekorations- och glasmålare.
Drougge var son till målarmästare Gustaf Basilius Drougge och Elisabet Fröderström. Drougge studerade teckning vid Konstakademien i Stockholm och var därefter verksam som  dekorations- och glasmålare i Tyskland, Italien Ryssland, England och Frankrike under nio år. Därefter arbetade han vid sin fars dekorationsmålarskola i Göteborg fram till 1869. Han flyttade då till Arendal i Norge där han etablerade en målarverkstad som han drev fram till sin död.